# Landkreis Neuwied
Der Landkreis Neuwied (von 1935 bis 1938: Rhein-Wied-Kreis) ist eine Gebietskörperschaft im Norden von Rheinland-Pfalz. Sitz der Kreisverwaltung und zugleich bevölkerungsreichste Stadt ist das gleichnamige Neuwied. Das Kreisgebiet liegt zwischen den Großräumen Bonn (im Norden) und Koblenz (im Süden). Mit 300 Einwohnern je km² weist der Kreis Neuwied die dritthöchste Bevölkerungsdichte aller Landkreise in Rheinland-Pfalz auf.

## Geographie

### Lage
Der Landkreis Neuwied erstreckt sich entlang des Rheins in Richtung Nordosten. Der Rhein ist über 40 km die südwestliche Grenze. Der Landkreis hat überwiegend Anteil am Westerwald (Naturpark Rhein-Westerwald). Größter Fluss neben dem Rhein ist die Wied, die das Kreisgebiet von Nord nach Süd durchquert.

### Nachbarkreise
Der Landkreis grenzt im Uhrzeigersinn im Norden beginnend an den Rhein-Sieg-Kreis (in Nordrhein-Westfalen) sowie an die Landkreise Altenkirchen (Westerwald), Westerwaldkreis, Mayen-Koblenz und Ahrweiler (alle in Rheinland-Pfalz).

## Geschichte
Das Gebiet des heutigen Landkreises Neuwied war vor 1803 überwiegend Teil der Kurfürstentümer von Trier und Köln sowie der Grafschaft Wied. 1806 gehörte das gesamte heutige Kreisgebiet zum Herzogtum Nassau. Nach dem Wiener Kongress kam das Gebiet 1815 zum Königreich Preußen. 1816 wurde der Landkreis Neuwied innerhalb der Provinz Großherzogtum Niederrhein (ab 1822 Rheinprovinz) gebildet und gehörte zum Regierungsbezirk Koblenz.
Unter der preußischen Verwaltung wurde der Kreis in Bürgermeistereien eingeteilt. 1817 umfasste der Kreis Neuwied die Bürgermeistereien Altenwied, Anhausen, Asbach, Dierdorf, Heddesdorf, Neuerburg, Neustadt, Neuwied, Niederwambach und Puderbach. Der ebenfalls 1816 gebildete Kreis Linz wurde 1822 aufgelöst und die Bürgermeistereien Leutesdorf, Linz und Unkel in den Kreis Neuwied eingegliedert. Gleichzeitig wurde die Bürgermeisterei Engers aus dem Kreis Koblenz dem Kreis Neuwied zugeordnet. Die Bürgermeisterei Altenwied wurde 1823 aufgelöst und die Gemeinden auf die Bürgermeistereien Asbach und Neustadt aufgeteilt. Die Bürgermeistereien wurden 1927 in Ämter umbenannt und bestanden bis 1968. Aus ihnen entstanden die Verbandsgemeinden.
Die Bezeichnung Kreis Neuwied wurde 1935 in Rhein-Wied-Kreis und 1938 in Landkreis Neuwied geändert. 1946 wurde der Landkreis Neuwied Teil des damals neu gebildeten Landes Rheinland-Pfalz, umgangssprachlich ist auch heute noch die Bezeichnung Kreis Neuwied häufig im Gebrauch. Am 7. November 1970 erhielt der Landkreis die Gemeinde Marienhausen vom Unterwesterwaldkreis und den Ortsteil Heckenhahn der Gemeinde Rott vom Landkreis Altenkirchen (Westerwald).

## Bevölkerung

### Einwohnerstatistik

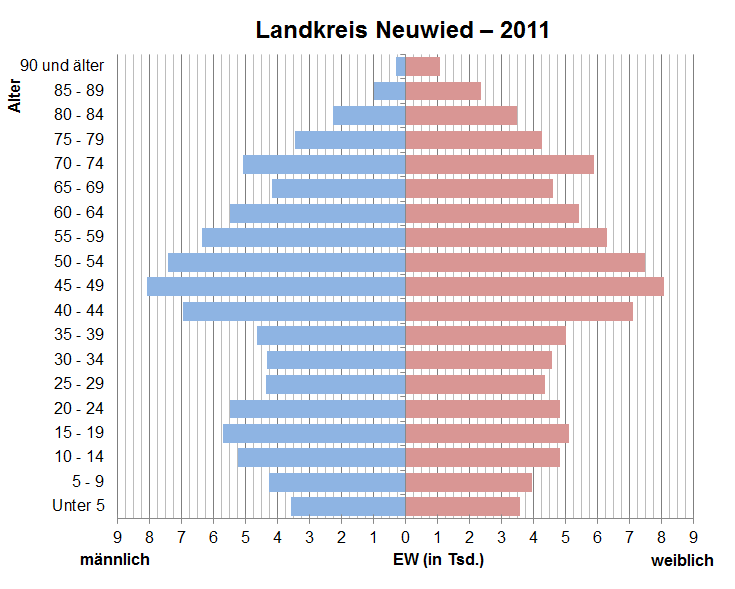
Bevölkerungspyramide für den Kreis Neuwied (Datenquelle: Zensus 2011)

| Jahr | Einwohner | Quelle |
| ---- | --------- | ------ |
| 1816 | 38.175    | [ 4 ]  |
| 1838 | 54.342    | [ 5 ]  |
| 1871 | 68.194    | [ 6 ]  |
| 1885 | 74.620    | [ 6 ]  |
| 1900 | 82.838    | [ 7 ]  |
| 1910 | 92.793    | [ 7 ]  |
| 1925 | 100.116   | [ 7 ]  |
| 1939 | 109.027   | [ 7 ]  |

| Jahr | Einwohner | Quelle |
| ---- | --------- | ------ |
| 1950 | 120.874   | [ 7 ]  |
| 1960 | 133.000   | [ 7 ]  |
| 1970 | 148.200   | [ 8 ]  |
| 1980 | 154.300   | [ 9 ]  |
| 1990 | 163.000   | [ 10 ] |
| 2000 | 184.300   | [ 11 ] |
| 2010 | 180.995   |        |
| 2020 | 188.851   | [ 12 ] |

### Konfessionsstatistik
Laut dem Zensus 2011 waren im Jahr 2011 44,4 %  römisch-katholisch, 26,3 % der Einwohner evangelisch und 29,3 % waren konfessionslos, gehörten einer anderen Glaubensgemeinschaft an oder machten keine Angabe. Der Anteil der Protestanten und Katholiken an der Gesamtbevölkerung ist seitdem jährlich gesunken. Gemäß dem Zensus 2022 waren 35,9 % der Einwohner katholisch, 21,6 % evangelisch, und 42,6 % waren konfessionslos, gehörten einer anderen Glaubensgemeinschaft an oder machten keine Angabe. Juni 2025 hatten 32,1 % der Einwohner die katholische Konfession und 19,2 % die evangelische. 48,7 % gehörten entweder einer anderen Glaubensgemeinschaft an, waren konfessionslos oder hatten keine Angaben gemacht.
Der langfristige Trend seit 2005 zeigt, dass der Anteil der Bevölkerung, der einer anderen oder keiner Glaubensgemeinschaft angehört, kontinuierlich steigt und im Jahr 2020 erstmals größer war als der Anteil der Bevölkerung mit evangelischer oder katholischer Konfession.

## Politik

### Kreistag
Der Kreistag des Landkreises Neuwied besteht aus 50 in einer personalisierten Verhältniswahl gewählten Kreistagsmitgliedern und dem Landrat als Vorsitzendem. Nach der letzten Kreistagswahl am 9. Juni 2024 ergibt sich folgende Sitzverteilung:
| Jahr | SPD | CDU | Grüne | AfD | FDP | FW 1 | Linke | BSW | Ich tu’s 2 | Gesamt   |
| ---- | --- | --- | ----- | --- | --- | ---- | ----- | --- | ---------- | -------- |
| 2024 | 10  | 17  | 5     | 7   | 2   | 4    | 1     | 3   | 1          | 50 Sitze |
| 2019 | 12  | 17  | 8     | 4   | 3   | 4    | 2     | —   | —          | 50 Sitze |
| 2014 | 15  | 21  | 4     | 3   | 2   | 3    | 2     | —   | —          | 50 Sitze |
| 2009 | 17  | 20  | 3     | —   | 4   | 4    | 2     | —   | —          | 50 Sitze |
| 2004 | 15  | 25  | 3     | —   | 3   | 4    | —     | —   | —          | 50 Sitze |
| 1999 | 19  | 24  | 2     | —   | 2   | 3    | —     | —   | —          | 50 Sitze |

Aufgrund der Besonderheiten des rheinland-pfälzischen Wahlsystems bei den Kommunalwahlen (personalisierte Verhältniswahl) sind die in der Grafik dargestellten prozentualen Stimmanteile als „gewichtete Ergebnisse“ ausgewiesen, welche das Wahlverhalten nur rechnerisch wiedergeben können.

### Landräte
- 1816–182200Carl von Gaertner
- 1822–185100Philipp von Hilgers
- 1851–187700Eduard von Runkel
- 1877–190600Friedrich von Runkel
- 1906–191900Kurt von Elbe
- 1919–193300Robert Großmann
- 1933–194500Rudolf Reppert[22]
- 00000194500Ludwig Schmidt-Weyland (vorläufig)[23]
- 1945–194700Kurt Goebel
- 1947–196000Wilhelm Bruchhäuser (bis 1948 kommissarisch)[23]
- 1960–198100Josef Oster[23]
- 00000198100Hans-Valentin Kirschner (kommissarisch)[23]
- 1982–198300vakant[23] geschäftsführend: Johann Peter Trees und Wilhelm Kinne
- 1983–199300Hans-Dieter Deckert[23]
- 1993–201700Rainer Kaul
- seit 201800Achim Hallerbach (CDU)

### Landtag und Bundestag
- Der Landkreis Neuwied ist aufgeteilt in die Landtagswahlkreise Linz am Rhein/Rengsdorf (Wahlkreis 3) und Neuwied (Wahlkreis 4). Die bei der Landtagswahl 2021 direkt gewählten Landtagsabgeordneten waren im Wahlkreis 3 Ellen Demuth (CDU) und im Wahlkreis 4 Lana Horstmann (SPD). Über die Landesliste erhielten aus dem Wahlkreis Neuwied auch Jan Bollinger (AfD) und Stephan Wefelscheid (Freie Wähler) einen Sitz im rheinland-pfälzischen Landtag.
- Zusammen mit dem Landkreis Altenkirchen (Westerwald) gehört der Landkreis Neuwied zum Bundestagswahlkreis Neuwied. Bei der Bundestagswahl 2021 wurde Erwin Rüddel (CDU) direkt gewählt. Über die Landesliste konnten zudem Martin Diedenhofen (SPD), Sandra Weeser (FDP) und Andreas Bleck (AfD) aus dem Gebiet des Wahlkreises in den Bundestag einziehen.

### Kommunalpartnerschaft
Der Landkreis Neuwied unterhält mit dem Landkreis Namysłów in der Woiwodschaft Oppeln (Polen) seit dem Jahr 2000 eine Kommunalpartnerschaft.

### Wappen, Flagge und Banner

Hissflagge
Banner

Der Landkreis Neuwied führt ein Wappen, eine Hissflagge und ein Banner.
| Wappen des Landkreises Neuwied | Blasonierung: „In Silber eine eingeschweifte goldene Spitze, darin ein rechtshin schreitender blauer Pfau mit gesenktem Schweif; oben vorn ein durchgehendes schwarzes, hinten ein durchgehendes rotes Kreuz.“ |
| Wappen des Landkreises Neuwied | Wappenbegründung: Die drei Wappenfiguren beziehen sich auf die drei bis 1803 bzw. 1806 im Kreisgebiet bestehenden Territorialherrschaften: der Pfau steht für die Grafschaft Wied, das schwarze Kreuz für Kurköln und das rote Kreuz für Kurtrier. Der Pfau ist in der Heraldik ein eher seltenes Symbol. Das Wappen wurde 1925 von dem Neuwieder Maler und Graphiker Gustav Bernhard Rüschhoff entworfen und vom zuständigen Preußischen Staatsministerium am 14. Juli 1927 genehmigt. Es zählt somit zu den ältesten Kreiswappen Deutschlands. Die preußischen Landkreise galten – wie auch die Landbürgermeistereien (seit 1927 Ämter) und Landgemeinden – bis in die Zeit nach dem Ersten Weltkrieg nicht als „wappenfähig“. Erst in der Weimarer Republik regelten verschiedene Erlasse des preußischen Ministers des Inneren 1927–1932 die Grundlagen des Wappenwesens der Landkreise. |

## Wirtschaft und Verkehr
Im Zukunftsatlas 2016 belegte der Landkreis Neuwied Platz 230 von 402 Landkreisen, Kommunalverbänden und kreisfreien Städten in Deutschland und zählt damit zu den Regionen mit „ausgeglichenem Chancen-Risiko Mix“. In der Ausgabe von 2019 lag er auf Platz 261 von 401, in der Ausgabe 2025 auf Platz 242 von 400.

### Verkehr
Am rechten Rheinufer entlang zieht sich seit 1869 die Strecke Köln–Neuwied–Vallendar–Koblenz der Rheinischen Eisenbahn-Gesellschaft. Die direkte Linie Neuwied–Koblenz wurde durch die Preußische Staatsbahn erst 1918 in Betrieb genommen. Im folgenden Jahr wurde auch die Rheinüberquerung bei Remagen vollendet. In den Westerwald hinauf führten Nebenbahnen seit 1884 von Engers über Siershahn–Dierdorf nach Altenkirchen sowie seit 1912 von Linz über Neustadt (Wied) nach Flammersfeld. Die Nordspitze des Kreises um Asbach und Buchholz erhielt 1892 durch die Brölthaler Eisenbahn AG eine schmalspurige Verbindung nach Hennef. Außerdem gab es reine Güterbahnen in Neuwied und Bad Hönningen.
Der Personenverkehr wurde auf Strecken von 59 km Länge eingestellt. Es verblieb nur die rechtsrheinische Hauptbahn mit einer Verzweigung (45 km). Dem Nahverkehr in der Kreisstadt Neuwied und ihren Vororten diente ab 1901 ein 20 km langes elektrisches Straßenbahnnetz, das der Kreis in eigener Regie betrieb. Es wurde 1949/1950 auf Obusverkehr, später auf Omnibuslinien umgestellt.
Durch das Kreisgebiet führt die Bundesautobahn 3 (Köln–Frankfurt am Main). Ferner durchziehen mehrere Bundesstraßen, Land- und Kreisstraßen das Kreisgebiet, darunter die B 42 (Koblenz–Bonn), die B 256 und die B 413.

## Gemeinden
Der Landkreis Neuwied umfasst 62 Gemeinden. 61 von ihnen sind Ortsgemeinden. Diese gehören sieben Verbandsgemeinden an, eine Stadt ist verbandsfrei und gehört somit keiner Verbandsgemeinde an. Die größte Stadt ist Neuwied mit 67.083 Einwohnern, die kleinste Ortsgemeinde ist Ratzert mit 254 Einwohnern. Im Folgenden sind die Verbandsgemeinden mit ihren verbandsangehörigen Ortsgemeinden und Einwohnerzahlen am 31. Dezember 2024 aufgelistet. Die Verwaltungssitze der Verbandsgemeinden sind mit einem Stern (*) markiert.
| Ortsgemeinde                         | Einwohner           |
| Verbandsfreie Stadt                  | Verbandsfreie Stadt |
| ------------------------------------ | ------------------- |
| Neuwied, Große kreisangehörige Stadt | 67.083              |
| Verbandsgemeinde Asbach              |                     |
| Asbach *                             | 7807                |
| Buchholz (Westerwald)                | 4688                |
| Neustadt (Wied)                      | 6526                |
| Windhagen                            | 4597                |
| Verbandsgemeinde Bad Hönningen       |                     |
| Bad Hönningen, Stadt *               | 6355                |
| Hammerstein                          | 351                 |
| Leutesdorf                           | 1882                |
| Rheinbrohl                           | 4218                |
| Verbandsgemeinde Dierdorf            |                     |
| Dierdorf, Stadt *                    | 6192                |
| Großmaischeid                        | 2338                |
| Isenburg                             | 579                 |
| Kleinmaischeid                       | 1316                |
| Marienhausen                         | 471                 |
| Stebach                              | 354                 |
| Verbandsgemeinde Linz am Rhein       |                     |
| Dattenberg                           | 1516                |
| Kasbach-Ohlenberg                    | 1436                |
| Leubsdorf                            | 1623                |
| Linz am Rhein, Stadt *               | 6265                |
| Ockenfels                            | 1061                |
| Sankt Katharinen                     | 3434                |
| Vettelschoß                          | 3718                |
| Verbandsgemeinde Puderbach           |                     |
| Dernbach                             | 1092                |
| Döttesfeld                           | 655                 |
| Dürrholz                             | 1347                |
| Hanroth                              | 650                 |
| Harschbach                           | 433                 |
| Linkenbach                           | 630                 |
| Niederhofen                          | 482                 |
| Niederwambach                        | 459                 |
| Oberdreis                            | 890                 |
| Puderbach *                          | 2542                |
| Ratzert                              | 254                 |
| Raubach                              | 2085                |
| Rodenbach bei Puderbach              | 686                 |
| Steimel                              | 1277                |
| Urbach                               | 1466                |
| Woldert                              | 557                 |

| Ortsgemeinde                             | Einwohner                                |
| Verbandsgemeinde Rengsdorf-Waldbreitbach | Verbandsgemeinde Rengsdorf-Waldbreitbach |
| ---------------------------------------- | ---------------------------------------- |
| Anhausen                                 | 1401                                     |
| Bonefeld                                 | 938                                      |
| Breitscheid                              | 2254                                     |
| Datzeroth                                | 288                                      |
| Ehlscheid                                | 1567                                     |
| Hardert                                  | 840                                      |
| Hausen (Wied)                            | 1840                                     |
| Hümmerich                                | 821                                      |
| Kurtscheid                               | 1016                                     |
| Meinborn                                 | 573                                      |
| Melsbach                                 | 1960                                     |
| Niederbreitbach                          | 1524                                     |
| Oberhonnefeld-Gierend                    | 1051                                     |
| Oberraden                                | 666                                      |
| Rengsdorf *                              | 3001                                     |
| Roßbach                                  | 1444                                     |
| Rüscheid                                 | 831                                      |
| Straßenhaus                              | 1979                                     |
| Thalhausen                               | 767                                      |
| Waldbreitbach                            | 1944                                     |
| Verbandsgemeinde Unkel                   |                                          |
| Bruchhausen                              | 976                                      |
| Erpel                                    | 2554                                     |
| Rheinbreitbach                           | 4460                                     |
| Unkel, Stadt *                           | 5051                                     |

Die folgenden Gemeinden des Landkreises verloren bis heute ihre Eigenständigkeit:
- Altwied, am 7. November 1970 zu Neuwied
- Ascheid, am 7. Juni 1969 zu Niederwambach
- Bauscheid, am 7. Juni 1969 zu Döttesfeld
- Brückrachdorf, am 7. Juni 1969 zu Dierdorf
- Bühlingen, am 1. Januar 1969 zu Neustadt (Wied)
- Elgert, am 17. März 1974 zu Dierdorf
- Elsaff, am 16. März 1974 zu Asbach und Buchholz
- Elsaffthal, am 1. Januar 1969 zu Neustadt (Wied)
- Engers, am 7. November 1970 zu Neuwied
- Fahr, am 1. August 1966 zu Feldkirchen
- Feldkirchen, am 7. November 1970 zu Neuwied
- Giershofen, am 7. Juni 1969 zu Dierdorf
- Gladbach, am 7. November 1970 zu Neuwied
- Gönnersdorf, am 1. August 1966 zu Feldkirchen
- Griesenbach, am 16. März 1974 zu Buchholz
- Haberscheid, am 7. Juni 1969 zu Puderbach
- Hargarten, am 7. Juni 1969 zu Sankt Katharinen
- Heddesdorf, am 1. April 1904 zu Neuwied
- Heimbach, am 1. September 1960 zu Heimbach-Weis
- Heimbach-Weis, am 7. November 1970 zu Neuwied
- Heister, am 1. April 1938 zu Unkel
- Hilgert, am 16. März 1974 zu Woldert
- Hüllenberg, am 1. August 1966 zu Feldkirchen
- Irlich, am 7. Juni 1969 zu Neuwied
- Jahrsfeld, am 1. August 1966 zu Straßenhaus
- Kasbach, am 1. Januar 1976 zu Kasbach-Ohlenberg
- Kausen, am 17. März 1974 zu Großmaischeid
- Krautscheid, am 16. März 1974 zu Buchholz
- Lahrbach, am 7. Juni 1969 zu Niederwambach
- Limbach, am 16. März 1974 zu Asbach
- Linzhausen, 1912 zu Linz am Rhein
- Lorscheid, am 7. Juni 1969 zu Sankt Katharinen
- Monrepos, in den 1920er Jahren zu Neuwied
- Niederbieber, 1910 zu Niederbieber-Segendorf
- Niederbieber-Segendorf, am 7. November 1970 zu Neuwied
- Niederdreis, am 7. Juni 1969 zu Puderbach
- Niederhammerstein, am 1. April 1934 zu Hammerstein
- Niederhonnefeld-Ellingen, am 1. August 1966 zu Straßenhaus
- Niederkasbach, am 1. Oktober 1935 zu Kasbach
- Niederraden, am 17. März 1974 zu Oberraden
- Notscheid, am 7. Juni 1969 zu Sankt Katharinen
- Oberähren, am 7. Juni 1969 zu Döttesfeld
- Oberbieber, am 7. November 1970 zu Neuwied
- Oberhammerstein, am 1. April 1934 zu Hammerstein
- Oberkasbach, am 1. Oktober 1935 zu Kasbach
- Ohlenberg, am 1. Januar 1976 zu Kasbach-Ohlenberg
- Orsberg, am 7. Juni 1969 zu Erpel
- Rahms, am 1. Januar 1969 zu Neustadt (Wied)
- Rederscheid, am 7. November 1970 zu Windhagen
- Reichenstein, am 7. Juni 1969 zu Puderbach
- Richert, am 7. Juni 1969 zu Puderbach
- Rockenfeld, am 1. August 1966 zu Feldkirchen
- Rodenbach b. Neuwied, am 7. Juni 1969 zu Niederbieber-Segendorf
- Scheuren, 1907 zu Unkel
- Schöneberg, am 16. März 1974 zu Asbach
- Segendorf, 1910 zu Niederbieber-Segendorf
- Urbach-Kirchdorf, am 7. Juni 1969 zu Urbach
- Urbach-Überdorf, am 7. Juni 1969 zu Urbach
- Weis, am 1. September 1960 zu Heimbach-Weis
- Weroth, am 7. Juni 1969 zu Steimel
- Wienau, am 7. Juni 1969 zu Dierdorf
- Wollendorf, am 1. August 1966 zu Feldkirchen

Mehrere Gemeinden wurden umbenannt:
- Die Gemeinde Alberthofen wurde am 1. Mai 1967 in Steimel umbenannt.
- Die Gemeinde Bertenau wurde 1953 in Neustadt (Wied) umbenannt.
- Die Gemeinde Bremscheid wurde am 1. Oktober 1971 in Hausen (Wied) umbenannt.

Siehe auch
- Für Listen zu dem Begriff „Gebietsveränderungen“ siehe Gebietsreformen in Rheinland-Pfalz.
- Gemeinden und Gemeindeteile: Liste der Ortsteile im Landkreis Neuwied

## Kfz-Kennzeichen
Am 1. Juli 1956 wurde dem Landkreis bei der Einführung der bis heute gültigen Kfz-Kennzeichen das Unterscheidungszeichen NW zugewiesen. Diese Kennung wurde bereits am 1. August 1956 in NR (Ableitung von Neuwied am Rhein) geändert, um das alte Unterscheidungszeichen auf die kreisfreie Stadt Neustadt an der Weinstraße und den gleichnamigen Landkreis übertragen zu können. Das Kennzeichen NR wird durchgängig bis heute ausgegeben.